# Zartra
Zartra è il nome di due donne Atlantidee che vivono nell'Universo Marvel. La prima, creata da Steve Gerber e Howard Chaykin, è apparsa la prima vola in Sub-Mariner 62 (febbraio 1973). Era la moglie di Re Kamuu e rimase uccisa durante l'affondamento di Atlantide durante il "Grande Cataclisma". La seconda fa parte della razza degli Homo Mermanus, ed è stata la prima Imperatrice dell'Atlantide sottomarina.

## Altri media
Zartra è apparsa nell'episodio Al di sotto della superficie della serie animata Avengers Assemble. In questa versione è l'ex consigliera di Re Attuma, e guida la ribellione per spodestarlo.